# NECONOCLASM
『NECONOCLASM』（ネコノクラスム）は淺木柚乃の4コマ漫画作品。『COMICパピポ』に連載された。
猫の暮らす武蔵野（略してネコノクラスム）を舞台にした猫耳のキャラクターによるほのぼのとした作品。掲載誌は成人漫画雑誌であるが、性的要素はほとんどない一般作である。作者がファンであるロックバンド・syrup16gを元にしたネタが随所に散見される。単行本は全1巻。

## 登場人物
みう
本作の主人公。裏表のない素直な性格の女の子。巨乳になるのが夢。
まりあ
みうの姉。みうとは正反対のしっかり者でスタイルもいい。
クロ
みうの友達でお嬢様。趣味はガーデニングで変な植物をたくさん育てている。
みかん
みうの友達。語尾に必ず「なのだ」「のだ」が付く。実は魔法少女。
んに
みかんのペットでいつもみかんと一緒にいる。見かけは猫のようだが実体、性別は不明。
負け猫
クロのことが好きな少年。クロに求愛し続けているが、毎回撃沈している。
めゆー・れゆー
双子の姉妹。みうのことを慕っており「おやびん」と呼んでいる。
サバト
サンタ見習いをしている少女。クリスマスになるとプレゼントを配りに街にやって来る。
んぎ
サバトのペット。トナカイっぽいが、実体はんに同様不明。
かぐや
月の姫でうさみみ少女。クロに因縁があるらしく地球にやって来た。
ユースケ
クロが育てた人型植物。ボディガードとしてクロのそばにいる。